# Plantago scabra
Plantago scabra là một loài thực vật có hoa trong họ Mã đề. Loài này được Moench miêu tả khoa học đầu tiên năm 1794.